# Black Rain (singel Soundgarden)
Black Rain – singel amerykańskiego zespołu grunge'owego Soundgarden, miał swoją premierę 17 sierpnia 2010 roku. Autorami muzyki są Kim Thayil oraz Ben Shepherd, zaś tekstu Chris Cornell. "Black Rain" jest pierwszym materiałem zespołu wydanym od 14 lat, pojawi się na kompilacyjnym albumie grupy – "Telephantasm" oraz uświetnił edycję gry Guitar Hero – Warriors of Rock. Utwór powstał już w roku 1991, podczas sesji do albumu Badmotorfinger, jednak jak twierdzi producent, Adam Kasper, Chris Cornell dogrywał w tym roku nowe partie wokalne, które zostały zmiksowane z oryginalnym materiałem. 17 września, został wydany oficjalny teledysk do utworu, którego reżyserem jest Brendon Small.

## Teledysk
Teledysk do utworu "Black Rain" miał swoją premierę 20 września 2010 roku na stronie internetowej AOL.com. Za reżyserie odpowiada Brendan Small, twórca animowanego serialu Metalocalypse. "- Kim Thayil miał bardzo sprecyzowaną wizję tego klipu" - wyjawił Small. - "Kluczowymi słowami były: potwory, duży, ogromny, szerokie ujęcia, zegar śmierci, doprowadzenie ich do celu i Soundgarden."

## Na żywo
Zespół po raz pierwszy zagrał utwór na żywo 27 września 2010, podczas koncertu w Paramount Backlot, w Los Angeles.

## Lista utworów
| Nr. |  | Tytuł                                          | Tekst         | Muzyka        | Długość |
| --- |  | ---------------------------------------------- | ------------- | ------------- | ------- |
| 1.  |  | "Black Rain"                                   | Chris Cornell | Ben Shepherd  | 5:25    |
| 2.  |  | "Beyond the Wheel (live at the Showbox, 2010)" | Chris Cornell | Chris Cornell | 5:38    |

## Pozycje na listach przebojów
| Zestawienie          | Pozycja |
| -------------------- | ------- |
| UK Rock Chart        | 2       |
| US Rock Songs        | 14      |
| US Alternative Songs | 24      |
| US Hot Digital Songs | 71      |
| US Billboard Hot 100 | 96      |
| Canadian Hot 100     | 44      |

## Twórcy
- Chris Cornell – wokal, gitara
- Kim Thayil – gitara
- Ben Shepherd – bas
- Matt Cameron – perkusja